# Габріель Мелконян Алвес
Габріель Мелконян Алвес (7 липня 1987) — уругвайський плавець.
Учасник Олімпійських Ігор 2012 року.